# Johor
Johor là một bang của Malaysia, nằm tại phần phía nam của Malaysia bán đảo. Đây là một trong các bang phát triển nhất tại Malaysia. Thủ phủ của bang Johor là Johor Bahru, từng được gọi là Tanjung Puteri. Thành phố vương tộc của bang là Muar đồng thời là một địa điểm du lịch nổi tiếng.
Bao quanh Johor là Pahang tại phía bắc, Malacca và Negeri Sembilan tại phía tây bắc, và eo biển Johor tại phía nam phân tách Johor với Singapore. Bang cũng có biên giới hàng hải với tỉnh Quần đảo Riau tại phía đông và tỉnh Riau đều thuộc Indonesia tại phía tây trên Biển Đông và eo biển Malacca.

## Từ nguyên
"Johor" có nguồn gốc từ tiếng Ả Rập Jauhar, nghĩa là 'ngọc'. Người Mã Lai có khuynh hướng đặt tên cho một địa điểm theo các vật thể tự nhiên rất phong phú hoặc chiến ưu thế theo thị giác. Trước khi tên Johor được chấp nhận, khu vực ở phía nam của sông Muar đến đảo Singapore được gọi là Ujong Tanah hoặc 'đuôi đất' trong tiếng Mã Lai, do nó nằm ở tận cùng của bán đảo Mã Lai. Trùng hợp, Johor là khu vực cực nam của lục địa châu Á.

## Lịch sử
Đầu thế kỷ XVI, Vương quốc Johor được Alauddin Riayat Shah II thành lập, ông là con trai của Sultan cuối Malacca cuối cùng là Mahmud Shah, đào thoát khỏi cuộc xâm chiếm của người Bồ Đào Nha tại Malacca. Vương quốc Johor là một trong hai quốc gia kế thừa của Malacca, đến khi Malacca thất bại trước người Bồ Đào Nha vào năm 1511, Alauddin Riayat Shah II lập một chế độ quân chủ tại Johor và tạo một mối đe dọa cho người Bồ Đào Nha. Vương quốc Perak là quốc gia kế thừa khác của Malacca và do một người con khác của Mahmud Shah là Muzaffar Shah I thành lập. Trong đỉnh cao của Johor, toàn bộ Pahang cùng quần đảo Riau và một bộ phận đảo Sumatra nằm dưới quyền cai trị của Johor.
Johor tiến hành một loạt đấu tranh liên tục được xen kẽ bằng các liên minh chiến lược với các gia tộc trong khu vực và thế lực ngoại quốc, giúp duy trì vị thế chính trị và kinh tế của vương quốc tại eo biển Malacca. Trong cuộc cạnh tranh với người Aceh tại miền bắc đảo Sumatra và vương quốc hải cảng Malacca dưới quyền Bồ Đào Nha, Johor liên kết với các kình địch của họ, nổi bật là các liên minh với các quốc gia Mã Lai thân thiện và với người Hà Lan. Năm 1641, Johor phối hợp với người Hà Lan chiếm thành công Malacca. Đến năm 1660, Johor trở thành một nơi trung chuyển hưng thịnh, song suy yếu và tan rã vào cuối thế kỷ XVII và thế kỷ XVIII, khiến chủ quyền của vương quốc cũng suy giảm.
Trong thế kỷ XVIII, người Bugis từ Sulawesi và người Minangkabau từ Sumatra kiểm soát quyền lực chính trị tại Vương quốc Johor-Riau. Tuy nhiên, đến đầu thế kỷ XIX, chủ yếu là sự kình địch của người Mã Lai và Bugis. Năm 1819, Vương quốc Johor-Riau bị phân thành Johor do Temenggong kiểm soát, và Vương quốc Riau-Lingga do người Bugis kiểm soát. Năm 1855, theo các điều khoản của một hiệp định giữa người Anh và Sultan Ali của Johor, quyền kiểm soát quốc gia chính thức được nhượng cho Dato' Temenggong Daing Ibrahim, ngoại trừ khu vực Kesang (Muar), nơi này bị chuyển giao vào năm 1877. Temenggong Ibrahim cho mở Bandar Tanjung Puteri (sau này trở thành Johor Bharu) tại miền nam Johor.
Kế vị Temenggong Ibrahim là con trai tên Dato' Temenggong Abu Bakar, người này sau đó được Nữ vương Victoria của Anh ban tước Seri Maharaja Johor. Năm 1886, ông chính thức đăng quang làm Sultan của Johor. Sultan Abu Bakar của Johor (1864–1895) bổ sung một hiến pháp quốc gia, phát triển một chính quyền kiểu Anh và cho xây dựng dinh thự chính thức của Sltan mang tên Istana Besar. Nhờ các thành tựu của mình, Sultan Abu Bakar được gọi là "Cha của Johor hiện đại". Nhu cầu gia tăng đối với hồ tiêu và câu đằng trong thế kỷ XIX dẫn đến mở cửa đất canh tác cho dòng người Hoa nhập cư, điều này tạo cơ sở kinh tế ban đầu cho Johor. Hệ thống Kangchu (cảng chủ) hình thành khi xuất hiện điểm định cư đầu tiên là Kangkar Tebrau vào năm 1844. Sự suy yếu của hệ thống Kangchu vào cuối thế kỷ XIX trùng hợp với việc khánh thành tuyến đường sắt nối Johor Bahru và Các quốc gia Mã Lai Liên bang vào năm 1909 và nổi lên các đồn điền cao su khắp bang. Dưới hệ thống Công sứ Anh, Sultan Ibrahim buộc phải chấp thuận một cố vấn người Anh vào năm 1904. D.G. Campbell là cố vấn người Anh đầu tiên được phái đến Johor. Từ thập niên 1910 đến thập niên 1940, Johor nổi lên thành quốc gia sản xuất cao su đứng đầu tại Malaya, và vẫn duy trì vị trí này cho đến những năm gần đây. Cho đến gần đây, Johor là nơi sản xuất dầu cọ lớn nhất tại Malaysia.
Trong Chiến tranh thế giới thứ hai, Johor Bahru là thành phố cuối cùng tại bán đảo Mã Lai thất thủ trước người Nhật. Lực lượng Đồng minh, Úc, Malaya và Ấn Độ cầm cự trong bốn ngày trong sự kiện được gọi là trận Gemas. Tướng Yamashita Tomoyuki đặt trụ sở của mình tại đỉnh của Bukit Serene và điều phối tấn công Singapore.
Johor là nơi khởi nguồn phong trào phản kháng của người Mã Lai, làm thất bại kế hoạch Liên minh Malaya. Người Mã Lai dưới sự lãnh đạo của Dato' Onn Jaafar's thành lập Tổ chức Dân tộc Mã Lai Thống nhất (UMNO) tại Johor vào ngày 11 tháng 5 năm 1946. Năm 1948, Johor gia nhập Liên bang Malaya, là chính thể giành độc lập vào năm 1957.

## Nhân khẩu
Johor là bang đông dân thứ nhì tại Malaysia với 3.230.440 người theo điều tra năm 2010. Thành phần dân tộc của bang: Người Mã Lai 54,1%, người Hoa 30,9%, người Ấn 6,5%, các dân tộc khác 0,4% và người không có quyền công dân chiếm 8,1%.
Vị trí địa lý nằm tại miền nam của Malaysia bán đảo góp phần vào tăng trưởng nhanh chóng của bang với vai trò là trung tâm giao thông và công nghiệp của Malaysia. Vị trí lân cận Singapore giúp tạo ra nhiều công việc và thu hút người nhập cư từ các bang khác cũng như từ hải ngoại, đặc biệt là từ Indonesia, Philippines, Việt Nam, Myanmar, Bangladesh, Ấn Độ, Pakistan, và Trung Quốc.
| Tôn giáo tại Johor - 2010   | Tôn giáo tại Johor - 2010   | Tôn giáo tại Johor - 2010 | Tôn giáo tại Johor - 2010 | Tôn giáo tại Johor - 2010 |
| --------------------------- | --------------------------- | ------------------------- | ------------------------- | ------------------------- |
| Tôn giáo                    | Tôn giáo                    |                           | Tỷ lệ                     | Tỷ lệ                     |
| Hồi giáo                    | Hồi giáo                    |                           | 58.2%                     | 58.2%                     |
| Phật giáo                   | Phật giáo                   |                           | 29.6%                     | 29.6%                     |
| Ấn Độ giáo                  | Ấn Độ giáo                  |                           | 6.6%                      | 6.6%                      |
| Cơ Đốc giáo                 | Cơ Đốc giáo                 |                           | 3.3%                      | 3.3%                      |
| Tôn giáo dân gian Trung Hoa | Tôn giáo dân gian Trung Hoa |                           | 1.3%                      | 1.3%                      |
| Khác                        | Khác                        |                           | 1.4%                      | 1.4%                      |
| Không tôn giáo              | Không tôn giáo              |                           | 0.7%                      | 0.7%                      |

| Hạng | Huyện       | Dân số 2010 |
| ---- | ----------- | ----------- |
| 1    | Johor Bahru | 1.334.188   |
| 2    | Batu Pahat  | 401.902     |
| 3    | Kluang      | 288.364     |
| 4    | Kulaijaya   | 245.294     |
| 5    | Muar        | 239.027     |
| 6    | Kota Tinggi | 193.210     |
| 7    | Segamat     | 182.985     |
| 8    | Pontian     | 149.938     |
| 9    | Ledang      | 131.890     |
| 10   | Mersing     | 69.028      |

## Địa lý

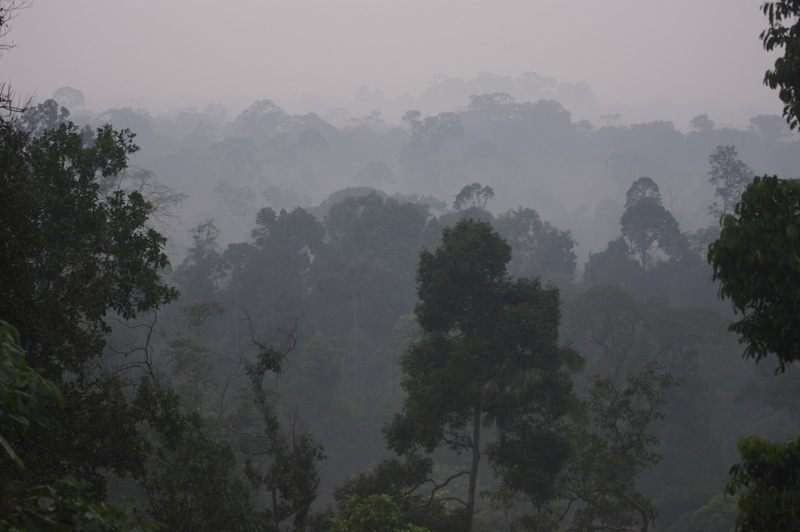
Rừng Panti tại Johor.

Johor là bang có diện tích lục địa lớn thứ 5 tại Malaysia, với 19.210 km2 (7.420 dặm vuông Anh), Đây là bang cực nam của Malaysia Bán đảo, nằm giữa các vĩ độ 1°20"B và 2°35"B. Điểm cao nhất tại Johor là Gunung Ledang (1276 m), còn được gọi là núi Ophir. Johor có 400 km đường bờ biển.
Johor có 8 tám đảo lớn là Pulau Aur, Pulau Besar, Pulau Dayang, Pulau Lima, Pulau Pemanggil, Pulau Rawa, Pulau Sibu, Pulau Tengah, Pulau Tinggi cùng một số đảo nhỏ.
Johor có khí hậu rừng mưa nhiệt đới với mưa theo gió mùa từ tháng 11 đến tháng 2 từ Biển Đông. Lượng mưa trung bình năm là 1778 mm nhiệt độ trung bình dao động từ 25,5 °C và 27,8 °C (82 °F).

## Chính trị

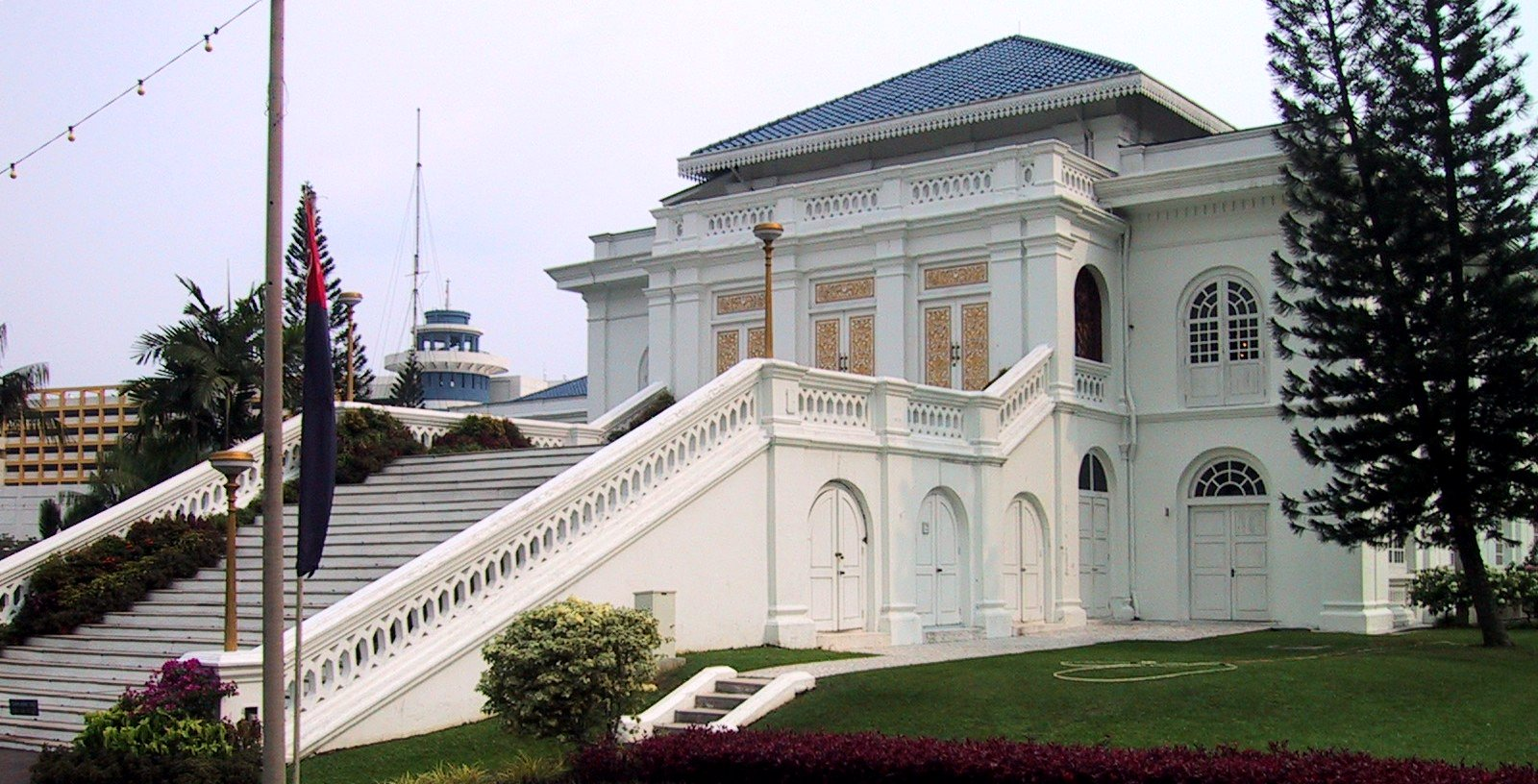
Cung điện của Sultan tại Johor Bahru

Johor là bang đầu tiên tại Malaysia áp dụng chế độ quân chủ lập hiến, thông qua hiến pháp do Sultan Abu Bakar viết. Người đứng đầu Johor theo hiến pháp là Sultan, vị trí thế tập này chỉ có thể do một thành viên của vương tộc Johor nắm giữ, là hậu duệ của Sultan Abu Bakar.
Johor là bang đầu tiên và hiện là duy nhất tại Malaysia có lực lượng quân sự riêng gọi là Lực lượng quân sự vương tộc Johor hay 'Timbalan Setia Negeri'. Đây là một quân đội tư nhân của Sultan của Johor, đóng tại Johor Bahru.
Đứng đầu chính phủ bang Johor là Menteri Besar, người này được 10 thành viên của hội đồng hành pháp hỗ trợ, họ được bầu từ các thành viên trong hội đồng lập pháp cấp bang.
Hội đồng lập pháp bang Johor đề ra các pháp luật trong các vấn đề liên quan đến bang, các thành viên của hội đồng được các công dân bầu mỗi 5 năm theo hình thức phổ thông đầu phiếu.
Johor được chia thành các huyện:
- Johor Bahru 1817,8 km², dân số 1.386.569 (2010)
  - Majlis Bandaraya Johor Bahru (bao gồm Trung tâm thành phố Johor Bahru, Taman Pelangi, Pasir Pelangi, Taman Rinting, Tasek Utara, Permas Jaya, Kangkar Tebrau, Kempas, Larkin, Majidee, Taman Mount Austin and Tebrau)
  - Majlis Perbandaran Johor Bahru Tengah (bao gồm Masai, Plentong, Ulu Tiram, Gelang Patah, Skudai, Pulai, Lima Kedai.)
  - Majlis Perbandaran Pasir Gudang (bao gồm Khu Công nghiệp Pasir Gudang, Taman Kota Masai, Taman Pasir Putih, Air Biru, Taman Tanjung Langsat, Taman Scientex, Taman Nusa Damai, Kampung Kong Kong, Kampung Sg. Tiram.)
  - Iskandar Malaysia (gồm các khu vực Nusajaya Town, Kota Iskandar, Gelang Patah, Port of Tanjung Pelepas, Bukit Indah và Horizon Hills)
- Kulaijaya 753,45 km², dân số: 251.650 (2010)
  - Majlis Perbandaran Kulai (gồm các khu vực Senai, Kulai Town, Sedenak, Ayer Bemban)
- Pontian 919,5 km², dân số: 155.541 (2010)
  - Majlis Daerah Pontian
- Kota Tinggi 3488,7 km², dân số: 193.210 (2010)
  - Majlis Daerah Kota Tinggi
- Kluang 2851,8 km², dân số: 298.332 (2010)
  - Majlis Perbandaran Kluang
  - Majlis Daerah Simpang Renggam
- Segamat 2851,26 km², dân số: 189.820 (2010)
  - Majlis Daerah Segamat
  - Majlis Daerah Labis
- Muar 2346,12 km², dân số: 247.957 (2010)
  - Majlis Perbandaran Muar
- Ledang 970,24 km², dân số: 136.852 (2010)
  - Majlis Daerah Tangkak
- Batu Pahat 1878 km², dân số: 417.458 (2010)
  - Majlis Perbandaran Batu Pahat
  - Majlis Daerah Yong Peng
- Mersing 2838,6 km², dân số: 70.894 (2010)
  - Majlis Daerah Mersing